# Sesmaria
Eine Sesmaria (portugiesisch sesmaria, „Brachland, Lehen“) ist eine historische portugiesische Rechtsfigur des Agrarrechts, die in Portugal im Jahr 1375 entwickelt und bei der Besiedlung Brasiliens angewandt wurde.

## Geschichte
Die Sesmaria wurde am 26. Mai 1375 in Portugal zum ersten Mal in Kraft gesetzt. Das Land wurde ursprünglich mit dem Ziel vergeben, die Nahrungsmittelknappheit im Portugal des 14. Jahrhunderts zu bekämpfen.
Zu Beginn der Besiedlung Brasiliens hatte das Königreich Portugal keine Möglichkeit, das riesige Land zu regieren. Ein Teil des Landes wurde als Sesmaria unter Adligen, verdienten Soldaten und Bürgern verteilt. Mit dem Erwerb einer „Sesmaria“ war der Erwerber verpflichtet, das Land zu bestellen und Unterkünfte für Menschen und Vieh zu errichten. Später wurde der Anbau von Kakao und Kaffee gefördert.
Neben dem Ziel der Urbarmachung des Landes diente die Vergabe der Sesmarias auch der Steuerung der Besiedlung Brasiliens.
Der Portugiese Cristóvão de Barros gab beispielsweise in Brasilien das Land zwischen den Flüssen Rio Cotinguiba und Rio São Francisco im April 1590 als Lehen seinem Sohn Antonio Cardoso de Barros.